# Canthon probus
Canthon probus är en skalbaggsart som beskrevs av Ernst Friedrich Germar 1824. Canthon probus ingår i släktet Canthon och familjen bladhorningar. Inga underarter finns listade.